# Островел (Хунедоара)
Островел (рум. Ostrovel) насеље је у Румунији у округу Хунедоара у општини Рау де Мори. Oпштина се налази на надморској висини од 474 m.

## Становништво
Према подацима из 2002. године у насељу је живело 175 становника, од којих су сви румунске националности.